# Clonagem por diluição
A clonagem por diluição ou clonagem por diluição limitante é um procedimento para obter uma população de células monoclonais a partir duma massa de células inicialmente policlonais.
Isto é possível realizando uma série de diluções cada vez maiores do cultivo celular policlonal inicial. Faz-se uma suspensão das células parentais. Depois fazem-se as diluções apropiadas, dependendo do número de células e da população inicial, assim como da viabilidade e características das células que vão ser clonadas.
Depois de realizadas as diluções finais, colocam-se numa placa aliquotas da suspensão ou vertem-se em frascos e são incubadas. Se tudo funcionar como o planeado, produzir-se-á uma colónia de células monoclonais. Entre as aplicações deste tipo procedimento estão a clonagem de parasitas, células T imunitárias, células transgénicas e macrófagos.